# Lista de presidentes do Brasil por carreira política
Esta é uma lista de presidentes do Brasil por carreira política. Ela contém os cargos políticos exercidos pelos presidentes no decorrer de suas vidas, antes e depois de terem sido presidentes, além das datas de início e término destes mandatos. Compreende todas as pessoas que assumiram a presidência, incluindo os que o fizeram de facto ou interinamente, e estão presentes na lista da Biblioteca da Presidência da República.
Aqueles que constituíram as juntas militares de 1930 e 1969 são listados em itálico e sem numeração, dado que não foram presidentes do Brasil de forma isolada. Já Júlio Prestes e Tancredo Neves, embora não tenham assumido a presidência e nem constarem na numeração da ordem histórica, por serem listados separadamente pela Biblioteca da Presidência da República, constam na lista. Pedro Aleixo, vice-presidente e substituto legal em caso de afastamento do presidente, foi impedido de assumir seu cargo pela junta militar de 1969, mas por força da Lei deve constar como ex-presidente da República.
Os cargos considerados na lista são aqueles do poder executivo – prefeitos, governadores/interventores federais/presidentes de unidade da federação, ministros de Estado e vice-presidentes – e do poder legislativo – vereadores, deputados estaduais/provinciais, senadores estaduais, deputados federais/gerais (incluindo-se deputados às Assembleias Nacionais Constituintes de 1891, 1934, 1946 e 1988) e senadores federais. Não foram considerados os cargos de vice-governador, vice-prefeito, secretários estaduais ou municipais, bem como os cargos de defensor público-geral da União, advogado-geral da União e qualquer cargo do poder judiciário. O cargo que mais contou com presidentes foi o de deputado federal (24). Em porcentagem, o cargo com mais presidentes é o de vice-presidente, pois considerando Augusto Rademaker (que presidiu como membro de uma junta) e Pedro Aleixo (que não exerceu a Presidência), metade dos vice-presidentes (13 de 26) foram presidentes.
Seguindo os critérios estabelecidos, Afonso Pena e Nereu Ramos foram os presidentes que exerceram o maior número de cargos (9), enquanto José Linhares, Castelo Branco, Emílio Garrastazu Médici, Ernesto Geisel e João Figueiredo nunca exerceram nenhum cargo político além da presidência.

## Lista dos presidentes
| Nº    | Presidente                | Cargo                                                    | Início do mandato                                                             | Término do mandato                                                                     | Ref.   |
| ----- | ------------------------- | -------------------------------------------------------- | ----------------------------------------------------------------------------- | -------------------------------------------------------------------------------------- | ------ |
| 1     | Deodoro da Fonseca        | Presidente de São Pedro do Rio Grande do Sul             | 8 de maio de 1886                                                             | 9 de novembro de 1886                                                                  | [ 3 ]  |
| 2     | Floriano Peixoto          | Vice-presidente do Brasil                                | 26 de fevereiro de 1891                                                       | 23 de novembro de 1891                                                                 | [ 4 ]  |
| 2     | Floriano Peixoto          | Deputado à Assembleia Nacional Constituinte              | 15 de novembro de 1890                                                        | 24 de fevereiro de 1891                                                                | [ 4 ]  |
| 2     | Floriano Peixoto          | Ministro da Guerra do Brasil                             | 19 de abril de 1890                                                           | 22 de janeiro de 1891                                                                  | [ 4 ]  |
| 2     | Floriano Peixoto          | Presidente de Mato Grosso                                | 13 de setembro de 1884                                                        | 5 de outubro de 1885                                                                   | [ 4 ]  |
| 3     | Prudente de Morais        | Senador por São Paulo                                    | 15 de novembro de 1890                                                        | 14 de novembro de 1894                                                                 | [ 5 ]  |
| 3     | Prudente de Morais        | Deputado à Assembleia Nacional Constituinte              | 15 de novembro de 1890                                                        | 24 de fevereiro de 1891                                                                | [ 5 ]  |
| 3     | Prudente de Morais        | Presidente de São Paulo                                  | 14 de dezembro de 1889                                                        | 18 de outubro de 1890                                                                  | [ 5 ]  |
| 3     | Prudente de Morais        | Deputado geral do Império por São Paulo                  | 3 de maio de 1885                                                             | 3 de maio de 1887                                                                      | [ 5 ]  |
| 3     | Prudente de Morais        | Deputado provincial de São Paulo                         | 1868, 1878, 1882, 1888                                                        | 1869, 1879, 1883, 1889                                                                 | [ 5 ]  |
| 3     | Prudente de Morais        | Vereador de Piracicaba                                   | 1865                                                                          | 1868                                                                                   | [ 5 ]  |
| 4     | Campos Sales              | Senador por São Paulo                                    | 3 de maio de 1911 3 de maio de 1891                                           | 28 de junho de 1913 31 de março de 1896                                                | [ 6 ]  |
| 4     | Campos Sales              | Deputado à Assembleia Nacional Constituinte              | 15 de novembro de 1890                                                        | 24 de fevereiro de 1891                                                                | [ 6 ]  |
| 4     | Campos Sales              | Ministro da Justiça do Brasil                            | 18 de novembro de 1889                                                        | 22 de janeiro de 1891                                                                  | [ 6 ]  |
| 4     | Campos Sales              | Presidente de São Paulo                                  | 1º de maio de 1896                                                            | 31 de outubro de 1897                                                                  | [ 6 ]  |
| 4     | Campos Sales              | Deputado geral do Império por São Paulo                  | 3 de maio de 1885                                                             | 15 de novembro de 1889                                                                 | [ 6 ]  |
| 4     | Campos Sales              | Vereador de Campinas                                     | 1872                                                                          | 1876                                                                                   | [ 6 ]  |
| 4     | Campos Sales              | Deputado provincial de São Paulo                         | 1867, 1882, 1888                                                              | 1871, 1883, 1889                                                                       | [ 6 ]  |
| 5     | Rodrigues Alves           | Senador por São Paulo                                    | 3 de maio de 1916 3 de maio de 1897 3 de maio de 1893                         | 14 de novembro de 1918 30 de abril de 1900 14 de novembro de 1894                      | [ 7 ]  |
| 5     | Rodrigues Alves           | Presidente de São Paulo                                  | 1º de maio de 1912 1º de maio de 1900 19 de novembro de 1887                  | 1º de abril de 1916 13 de fevereiro de 1902                                            | [ 7 ]  |
| 5     | Rodrigues Alves           | Ministro da Fazenda do Brasil                            | 15 de novembro de 1894 26 de novembro de 1891                                 | 20 de novembro de 1896 31 de agosto de 1892                                            | [ 7 ]  |
| 5     | Rodrigues Alves           | Deputado à Assembleia Nacional Constituinte              | 15 de novembro de 1890                                                        | 24 de fevereiro de 1891                                                                | [ 7 ]  |
| 5     | Rodrigues Alves           | Deputado geral do Império do Brasil por São Paulo        | 1885, 1888, 1890                                                              | 1887, 1889, 1891                                                                       | [ 7 ]  |
| 5     | Rodrigues Alves           | Deputado provincial de São Paulo                         | 1872, 1878                                                                    | 1875, 1879                                                                             | [ 7 ]  |
| 5     | Rodrigues Alves           | Vereador de Guaratinguetá                                | 1866                                                                          | 1878                                                                                   | [ 7 ]  |
| 6     | Afonso Pena               | Vice-presidente                                          | 17 de junho de 1903                                                           | 15 de novembro de 1906                                                                 | [ 8 ]  |
| 6     | Afonso Pena               | Presidente de Minas Gerais                               | 14 de julho de 1892                                                           | 7 de setembro de 1894                                                                  | [ 8 ]  |
| 6     | Afonso Pena               | Senador estadual de Minas Gerais                         | 1891, 1899                                                                    | 1891, 1900                                                                             | [ 8 ]  |
| 6     | Afonso Pena               | Ministro da Justiça do Brasil                            | 6 de maio de 1885                                                             | 20 de agosto de 1885                                                                   | [ 8 ]  |
| 6     | Afonso Pena               | Ministro da Agricultura do Brasil                        | 24 de maio de 1883                                                            | 6 de junho de 1884                                                                     | [ 8 ]  |
| 6     | Afonso Pena               | Ministro dos Transportes do Brasil                       | 24 de maio de 1883                                                            | 6 de junho de 1884                                                                     | [ 8 ]  |
| 6     | Afonso Pena               | Ministro da Guerra do Brasil                             | 21 de janeiro de 1882                                                         | 3 de julho de 1882                                                                     | [ 8 ]  |
| 6     | Afonso Pena               | Deputado geral do Império por Minas Gerais               | 1878                                                                          | 1889                                                                                   | [ 8 ]  |
| 6     | Afonso Pena               | Deputado provincial de Minas Gerais                      | 1874                                                                          | 1878                                                                                   | [ 8 ]  |
| 7     | Nilo Peçanha              | Ministro das Relações Exteriores do Brasil               | 7 de maio de 1917                                                             | 15 de novembro de 1918                                                                 | [ 9 ]  |
| 7     | Nilo Peçanha              | Vice-presidente do Brasil                                | 15 de novembro de 1906                                                        | 14 de junho de 1909                                                                    | [ 9 ]  |
| 7     | Nilo Peçanha              | Senador pelo Rio de Janeiro                              | 3 de maio de 1921 3 de maio de 1913 3 de maio de 1903                         | 31 de março de 1924 31 de dezembro de 1914 31 de dezembro de 1903                      | [ 9 ]  |
| 7     | Nilo Peçanha              | Presidente do Rio de Janeiro                             | 31 de dezembro de 1914 31 de dezembro de 1903                                 | 7 de maio de 1917 1º de novembro de 1906                                               | [ 9 ]  |
| 7     | Nilo Peçanha              | Deputado à Assembleia Nacional Constituinte              | 15 de novembro de 1890                                                        | 24 de fevereiro de 1891                                                                | [ 9 ]  |
| 7     | Nilo Peçanha              | Deputado federal pelo Rio de Janeiro                     | 3 de maio de 1891                                                             | 31 de dezembro de 1902                                                                 | [ 9 ]  |
| 8     | Hermes da Fonseca         | Ministro da Guerra do Brasil                             | 15 de novembro de 1906                                                        | 27 de maio de 1908                                                                     | [ 10 ] |
| 9     | Venceslau Brás            | Vice-presidente do Brasil                                | 15 de novembro de 1910                                                        | 15 de novembro de 1914                                                                 | [ 11 ] |
| 9     | Venceslau Brás            | Presidente de Minas Gerais                               | 3 de abril de 1909                                                            | 7 de setembro de 1910                                                                  | [ 11 ] |
| 9     | Venceslau Brás            | Deputado federal por Minas Gerais                        | 3 de maio de 1903                                                             | 2 de abril de 1909                                                                     | [ 11 ] |
| 9     | Venceslau Brás            | Prefeito de Belo Horizonte                               | 27 de outubro de 1898                                                         | 31 de janeiro de 1899                                                                  | [ 11 ] |
| 9     | Venceslau Brás            | Deputado estadual de Minas Gerais                        | 1892                                                                          | 1898                                                                                   | [ 11 ] |
| 9     | Venceslau Brás            | Prefeito de Monte Santo de Minas                         | 1890                                                                          | 1891                                                                                   | [ 11 ] |
| 10    | Delfim Moreira            | Vice-presidente do Brasil                                | 28 de julho de 1919                                                           | 1º de julho de 1920                                                                    | [ 12 ] |
| 10    | Delfim Moreira            | Presidente de Minas Gerais                               | 7 de setembro de 1914                                                         | 7 de setembro de 1918                                                                  | [ 12 ] |
| 10    | Delfim Moreira            | Deputado federal por Minas Gerais                        | 3 de maio de 1909                                                             | 7 de setembro de 1910                                                                  | [ 12 ] |
| 10    | Delfim Moreira            | Senador estadual de Minas Gerais                         | 1907                                                                          | 1909                                                                                   | [ 12 ] |
| 10    | Delfim Moreira            | Deputado estadual de Minas Gerais                        | 1894                                                                          | 1902                                                                                   | [ 12 ] |
| 10    | Delfim Moreira            | Vereador de Santa Rita do Sapucaí                        | 1893                                                                          | 1894                                                                                   | [ 12 ] |
| 11    | Epitácio Pessoa           | Senador pela Paraíba                                     | 3 de maio de 1924 3 de maio de 1913                                           | 24 de outubro de 1930 28 de julho de 1919                                              | [ 13 ] |
| 11    | Epitácio Pessoa           | Ministro da Indústria, Viação e Obras Públicas do Brasil | 13 de dezembro de 1900                                                        | 6 de agosto de 1901                                                                    | [ 13 ] |
| 11    | Epitácio Pessoa           | Ministro da Justiça e Negócios Interiores do Brasil      | 15 de novembro de 1898                                                        | 6 de agosto de 1901                                                                    | [ 13 ] |
| 11    | Epitácio Pessoa           | Deputado federal pela Paraíba                            | 3 de maio de 1891                                                             | 2 de maio de 1893                                                                      | [ 13 ] |
| 11    | Epitácio Pessoa           | Deputado à Assembleia Nacional Constituinte              | 15 de novembro de 1890                                                        | 24 de fevereiro de 1891                                                                | [ 13 ] |
| 12    | Artur Bernardes           | Deputado à Assembleia Nacional Constituinte              | 15 de dezembro de 1933                                                        | 15 de julho de 1934                                                                    | [ 14 ] |
| 12    | Artur Bernardes           | Senador por Minas Gerais                                 | 3 de maio de 1927                                                             | 24 de outubro de 1930                                                                  | [ 14 ] |
| 12    | Artur Bernardes           | Presidente de Minas Gerais                               | 7 de setembro de 1918                                                         | 7 de setembro de 1922                                                                  | [ 14 ] |
| 12    | Artur Bernardes           | Deputado federal por Minas Gerais                        | 1º de fevereiro de 1946 3 de maio de 1935 3 de maio de 1915 3 de maio de 1909 | 1º de fevereiro de 1951 10 de novembro de 1937 6 de setembro de 1918 3 de maio de 1911 | [ 14 ] |
| 12    | Artur Bernardes           | Deputado estadual de Minas Gerais                        | 1907                                                                          | 1909                                                                                   | [ 14 ] |
| 12    | Artur Bernardes           | Prefeito de Viçosa                                       | 1905                                                                          | 1910                                                                                   | [ 14 ] |
| 12    | Artur Bernardes           | Vereador de Viçosa                                       | 1905                                                                          | 1906                                                                                   | [ 14 ] |
| 13    | Washington Luís           | Senador por São Paulo                                    | 30 de junho de 1925                                                           | 3 de maio de 1926                                                                      | [ 15 ] |
| 13    | Washington Luís           | Presidente de São Paulo                                  | 1º de maio de 1920                                                            | 1º de maio de 1924                                                                     | [ 15 ] |
| 13    | Washington Luís           | Prefeito de São Paulo                                    | 15 de janeiro de 1914                                                         | 15 de agosto de 1919                                                                   | [ 15 ] |
| 13    | Washington Luís           | Deputado estadual de São Paulo                           | 7 de abril de 1912 7 de abril de 1904                                         | 7 de abril de 1913 7 de abril de 1906                                                  | [ 15 ] |
| 13    | Washington Luís           | Prefeito de Batatais                                     | 1898                                                                          | 1900                                                                                   | [ 15 ] |
| 13    | Washington Luís           | Vereador de Batatais                                     | 1897                                                                          | 1898                                                                                   | [ 15 ] |
| —     | Júlio Prestes             | Presidente de São Paulo                                  | 14 de julho de 1927                                                           | 21 de maio de 1930                                                                     | [ 16 ] |
| —     | Júlio Prestes             | Deputado federal por São Paulo                           | 3 de maio de 1924                                                             | 13 de julho de 1927                                                                    | [ 16 ] |
| —     | Júlio Prestes             | Deputado estadual de São Paulo                           | 1909                                                                          | 1923                                                                                   | [ 16 ] |
| —     | Augusto Tasso Fragoso     | Deputado à Assembleia Nacional Constituinte              | 15 de novembro de 1890                                                        | 24 de fevereiro de 1891                                                                | [ 17 ] |
| —     | Isaías de Noronha         | Ministro da Marinha do Brasil                            | 25 de outubro de 1930                                                         | 3 de novembro de 1930                                                                  | [ 18 ] |
| —     | João Mena Barreto         | Interventor federal do Rio de Janeiro                    | 30 de maio de 1931                                                            | 4 de novembro de 1931                                                                  | [ 19 ] |
| 14/17 | Getúlio Vargas            | Senador pelo Rio Grande do Sul                           | 1º de fevereiro de 1946                                                       | 31 de janeiro de 1951                                                                  | [ 20 ] |
| 14/17 | Getúlio Vargas            | Presidente do Rio Grande do Sul                          | 25 de janeiro de 1928                                                         | 9 de outubro de 1930                                                                   | [ 20 ] |
| 14/17 | Getúlio Vargas            | Ministro da Fazenda do Brasil                            | 15 de novembro de 1926                                                        | 17 de dezembro de 1927                                                                 | [ 20 ] |
| 14/17 | Getúlio Vargas            | Deputado federal pelo Rio Grande do Sul                  | 3 de maio de 1924                                                             | 15 de novembro de 1926                                                                 | [ 20 ] |
| 14/17 | Getúlio Vargas            | Deputado estadual do Rio Grande do Sul                   | 25 de janeiro de 1917 25 de janeiro de 1909                                   | 3 de maio de 1924 25 de janeiro de 1913                                                | [ 20 ] |
| 15    | José Linhares             | Nunca exerceu cargo político além da presidência.        | Nunca exerceu cargo político além da presidência.                             | Nunca exerceu cargo político além da presidência.                                      | [ 21 ] |
| 16    | Eurico Gaspar Dutra       | Ministro da Guerra do Brasil                             | 7 de maio de 1936                                                             | 3 de agosto de 1945                                                                    | [ 22 ] |
| 18    | Café Filho                | Vice-presidente do Brasil                                | 31 de janeiro de 1951                                                         | 24 de agosto de 1954                                                                   | [ 23 ] |
| 18    | Café Filho                | Deputado federal pelo Rio Grande do Norte                | 1º de fevereiro de 1946 3 de maio de 1935                                     | 31 de janeiro de 1951 10 de novembro de 1937                                           | [ 23 ] |
| 19    | Carlos Luz                | Ministro da Justiça e Negócios Interiores do Brasil      | 31 de janeiro de 1946                                                         | 2 de outubro de 1946                                                                   | [ 24 ] |
| 19    | Carlos Luz                | Deputado federal por Minas Gerais                        | 1º de fevereiro de 1948 3 de maio de 1935                                     | 9 de fevereiro de 1961 10 de novembro de 1937                                          | [ 24 ] |
| 19    | Carlos Luz                | Deputado à Assembleia Nacional Constituinte              | 15 de dezembro de 1933                                                        | 15 de julho de 1934                                                                    | [ 24 ] |
| 19    | Carlos Luz                | Prefeito de Leopoldina                                   | 1923                                                                          | 1932                                                                                   | [ 24 ] |
| 19    | Carlos Luz                | Vereador de Leopoldina                                   | 1923                                                                          | 1923                                                                                   | [ 24 ] |
| 20    | Nereu Ramos               | Minisitro da Educação do Brasil                          | 3 de outubro de 1956                                                          | 4 de novembro de 1956                                                                  | [ 25 ] |
| 20    | Nereu Ramos               | Ministro da Justiça e Negócios Interiores do Brasil      | 31 de janeiro de 1956                                                         | 4 de novembro de 1957                                                                  | [ 25 ] |
| 20    | Nereu Ramos               | Senador por Santa Catarina                               | 1º de fevereiro de 1955 1º de fevereiro de 1946                               | 16 de junho de 1958 19 de setembro de 1946                                             | [ 25 ] |
| 20    | Nereu Ramos               | Vice-presidente do Brasil                                | 19 de setembro de 1946                                                        | 31 de janeiro de 1951                                                                  | [ 25 ] |
| 20    | Nereu Ramos               | Deputado à Assembleia Nacional Constituinte              | 1º de fevereiro de 1946                                                       | 19 de setembro de 1946                                                                 | [ 25 ] |
| 20    | Nereu Ramos               | Governador/Interventor federal de Santa Catarina         | 1º de maio de 1935                                                            | 6 de novembro de 1945                                                                  | [ 25 ] |
| 20    | Nereu Ramos               | Deputado à Assembleia Nacional Constituinte              | 15 de dezembro de 1933                                                        | 15 de julho de 1934                                                                    | [ 25 ] |
| 20    | Nereu Ramos               | Deputado federal por Santa Catarina                      | 1º de fevereiro de 1951 1934 1930                                             | 31 de janeiro de 1955 1935 1930                                                        | [ 25 ] |
| 20    | Nereu Ramos               | Deputado estadual de Santa Catarina                      | 1910 1919                                                                     | 1912 1921                                                                              | [ 25 ] |
| 21    | Juscelino Kubitschek      | Senador por Goiás                                        | 1º de fevereiro de 1963                                                       | 8 de agosto de 1964                                                                    | [ 26 ] |
| 21    | Juscelino Kubitschek      | Governador de Minas Gerais                               | 31 de janeiro de 1951                                                         | 31 de março de 1955                                                                    | [ 26 ] |
| 21    | Juscelino Kubitschek      | Deputado à Assembleia Nacional Constituinte              | 1º de fevereiro de 1946                                                       | 19 de setembro de 1946                                                                 | [ 26 ] |
| 21    | Juscelino Kubitschek      | Prefeito de Belo Horizonte                               | 23 de outubro de 1940                                                         | 30 de outubro de 1945                                                                  | [ 26 ] |
| 21    | Juscelino Kubitschek      | Deputado federal por Minas Gerais                        | 1º de fevereiro de 1946 3 de maio de 1935                                     | 30 de janeiro de 1951 10 de novembro de 1937                                           | [ 26 ] |
| 22    | Jânio Quadros             | Deputado federal pelo Paraná                             | 1º de fevereiro de 1959                                                       | 31 de janeiro de 1961                                                                  | [ 27 ] |
| 22    | Jânio Quadros             | Governador de São Paulo                                  | 31 de janeiro de 1955                                                         | 31 de janeiro de 1959                                                                  | [ 27 ] |
| 22    | Jânio Quadros             | Prefeito de São Paulo                                    | 1º de janeiro de 1986 8 de abril de 1953                                      | 1º de janeiro de 1989 31 de janeiro de 1955                                            | [ 27 ] |
| 22    | Jânio Quadros             | Deputado estadual de São Paulo                           | 1º de fevereiro de 1951                                                       | 8 de abril de 1953                                                                     | [ 27 ] |
| 22    | Jânio Quadros             | Vereador de São Paulo                                    | 1º de fevereiro de 1948                                                       | 31 de janeiro de 1951                                                                  | [ 27 ] |
| 23/25 | Ranieri Mazzilli          | Deputado federal por São Paulo                           | 1º de fevereiro de 1951                                                       | 1º de fevereiro de 1967                                                                | [ 28 ] |
| 24    | João Goulart              | Vice-presidente do Brasil                                | 31 de janeiro de 1956                                                         | 25 de agosto de 1961                                                                   | [ 29 ] |
| 24    | João Goulart              | Ministro do Trabalho, Indústria e Comércio do Brasil     | 18 de junho de 1953                                                           | 23 de fevereiro de 1954                                                                | [ 29 ] |
| 24    | João Goulart              | Deputado federal pelo Rio Grande do Sul                  | 1º de fevereiro de 1951                                                       | 1º de fevereiro de 1955                                                                | [ 29 ] |
| 24    | João Goulart              | Deputado estadual do Rio Grande do Sul                   | 1º de fevereiro de 1946                                                       | 1º de fevereiro de 1950                                                                | [ 29 ] |
| 26    | Castelo Branco            | Nunca exerceu cargo político além da presidência.        | Nunca exerceu cargo político além da presidência.                             | Nunca exerceu cargo político além da presidência.                                      | [ 28 ] |
| 27    | Artur da Costa e Silva    | Ministro da Guerra do Brasil                             | 4 de abril de 1964                                                            | 30 de junho de 1966                                                                    | [ 30 ] |
| 27    | Artur da Costa e Silva    | Ministro de Minas e Energia do Brasil                    | 4 de abril de 1964                                                            | 17 de abril de 1964                                                                    | [ 30 ] |
| —     | Pedro Aleixo              | Vice-presidente do Brasil                                | 15 de março de 1967                                                           | 31 de agosto de 1969                                                                   |        |
| —     | Pedro Aleixo              | Ministro da Educação do Brasil                           | 10 de janeiro de 1966                                                         | 30 de junho de 1966                                                                    |        |
| —     | Pedro Aleixo              | Deputado federal por Minas Gerais                        | 1º de fevereiro de 1959 3 de maio de 1935                                     | 1º de julho de 1966 10 de novembro de 1937                                             |        |
| —     | Pedro Aleixo              | Deputado à Assembleia Nacional Constituinte              | 15 de dezembro de 1933                                                        | 15 de julho de 1934                                                                    |        |
| —     | Pedro Aleixo              | Deputado estadual de Minas Gerais                        | 1947                                                                          | 1950                                                                                   |        |
| —     | Aurélio de Lira Tavares   | Ministro-chefe da Casa Militar do Brasil                 | 12 de junho de 1963 19 de setembro de 1961                                    | 18 de outubro de 1963 até 12 de julho de 1962                                          | [ 31 ] |
| —     | Aurélio de Lira Tavares   | Ministro do Exército Brasileiro                          | 15 de março de 1967                                                           | 30 de outubro de 1969                                                                  | [ 31 ] |
| —     | Augusto Rademaker         | Vice-presidente do Brasil                                | 30 de outubro de 1969                                                         | 15 de março de 1974                                                                    | [ 32 ] |
| —     | Augusto Rademaker         | Ministro da Marinha do Brasil                            | 15 de março de 1967                                                           | 30 de outubro de 1969                                                                  | [ 32 ] |
| —     | Augusto Rademaker         | Ministro dos Transportes do Brasil                       | 4 de abril de 1964                                                            | 15 de abril de 1964                                                                    | [ 32 ] |
| —     | Márcio de Sousa Melo      | Ministro da Aeronáutica do Brasil                        | 15 de março de 1967 15 de dezembro de 1964                                    | 29 de novembro de 1971 11 de janeiro de 1965                                           | [ 33 ] |
| 28    | Emílio Garrastazu Médici  | Nunca exerceu cargo político além da presidência.        | Nunca exerceu cargo político além da presidência.                             | Nunca exerceu cargo político além da presidência.                                      | [ 34 ] |
| 29    | Ernesto Geisel            | Nunca exerceu cargo político além da presidência.        | Nunca exerceu cargo político além da presidência.                             | Nunca exerceu cargo político além da presidência.                                      | [ 35 ] |
| 30    | João Figueiredo           | Nunca exerceu cargo político além da presidência.        | Nunca exerceu cargo político além da presidência.                             | Nunca exerceu cargo político além da presidência.                                      | [ 36 ] |
| —     | Tancredo Neves            | Governador de Minas Gerais                               | 15 de março de 1983                                                           | 14 de agosto de 1984                                                                   | [ 37 ] |
| —     | Tancredo Neves            | Senador por Minas Gerais                                 | 1º de fevereiro de 1979                                                       | 14 de março de 1983                                                                    | [ 37 ] |
| —     | Tancredo Neves            | Primeiro-ministro do Brasil                              | 8 de setembro de 1961                                                         | 12 de julho de 1962                                                                    | [ 37 ] |
| —     | Tancredo Neves            | Ministro da Fazenda do Brasil                            | 23 de março de 1962                                                           | 9 de maio de 1962                                                                      | [ 37 ] |
| —     | Tancredo Neves            | Ministro da Justiça e Negócios Interiores do Brasil      | 8 de setembro de 1961 26 de junho de 1953                                     | 12 de outubro de 1961 24 de agosto de 1954                                             | [ 37 ] |
| —     | Tancredo Neves            | Deputado federal por Minas Gerais                        | 1º de fevereiro de 1963 1º de fevereiro de 1951                               | 1º de fevereiro de 1979 1º de fevereiro de 1955                                        | [ 37 ] |
| —     | Tancredo Neves            | Deputado estadual de Minas Gerais                        | 1947                                                                          | 1950                                                                                   | [ 37 ] |
| —     | Tancredo Neves            | Vereador de São João del-Rei                             | 1935                                                                          | 1937                                                                                   | [ 37 ] |
| 31    | José Sarney               | Senador pelo Amapá                                       | 1º de fevereiro de 1991                                                       | 31 de janeiro de 2015                                                                  | [ 38 ] |
| 31    | José Sarney               | Vice-presidente do Brasil                                | 15 de março de 1985                                                           | 21 de abril de 1985                                                                    | [ 38 ] |
| 31    | José Sarney               | Senador pelo Maranhão                                    | 1º de fevereiro de 1971                                                       | 15 de março de 1985                                                                    | [ 38 ] |
| 31    | José Sarney               | Governador do Maranhão                                   | 31 de janeiro de 1966                                                         | 14 de maio de 1970                                                                     | [ 38 ] |
| 31    | José Sarney               | Deputado federal pelo Maranhão                           | 1º de fevereiro de 1955                                                       | 31 de janeiro de 1966                                                                  | [ 38 ] |
| 32    | Fernando Collor           | Senador por Alagoas                                      | 1º de fevereiro de 2007                                                       | 1º de fevereiro de 2023                                                                | [ 39 ] |
| 32    | Fernando Collor           | Governador de Alagoas                                    | 15 de março de 1987                                                           | 14 de maio de 1989                                                                     | [ 39 ] |
| 32    | Fernando Collor           | Deputado federal por Alagoas                             | 1º de fevereiro de 1983                                                       | 1º de fevereiro de 1987                                                                | [ 39 ] |
| 32    | Fernando Collor           | Prefeito de Maceió                                       | 1º de janeiro de 1979                                                         | 1º de janeiro de 1983                                                                  | [ 39 ] |
| 33    | Itamar Franco             | Governador de Minas Gerais                               | 1º de janeiro de 1999                                                         | 1º de janeiro de 2003                                                                  | [ 40 ] |
| 33    | Itamar Franco             | Vice-presidente do Brasil                                | 15 de março de 1990                                                           | 29 de dezembro de 1992                                                                 | [ 40 ] |
| 33    | Itamar Franco             | Deputado à Assembleia Nacional Constituinte              | 1º de fevereiro de 1987                                                       | 22 de setembro de 1988                                                                 | [ 40 ] |
| 33    | Itamar Franco             | Senador por Minas Gerais                                 | 1º de fevereiro de 2011 1º de fevereiro de 1975                               | 2 de julho de 2011 1º de fevereiro de 1990                                             | [ 40 ] |
| 33    | Itamar Franco             | Prefeito de Juiz de Fora                                 | 31 de janeiro de 1973 31 de janeiro de 1967                                   | 15 de maio de 1974 31 de janeiro de 1971                                               | [ 40 ] |
| 34    | Fernando Henrique Cardoso | Ministro da Fazenda do Brasil                            | 19 de maio de 1993                                                            | 30 de março de 1994                                                                    | [ 41 ] |
| 34    | Fernando Henrique Cardoso | Ministro das Relações Exteriores do Brasil               | 5 de outubro de 1992                                                          | 20 de maio de 1993                                                                     | [ 41 ] |
| 34    | Fernando Henrique Cardoso | Deputado à Assembleia Nacional Constituinte              | 1º de fevereiro de 1987                                                       | 22 de setembro de 1988                                                                 | [ 41 ] |
| 34    | Fernando Henrique Cardoso | Senador por São Paulo                                    | 15 de março de 1983                                                           | 1º de janeiro de 1995                                                                  | [ 41 ] |
| 35/39 | Luiz Inácio Lula da Silva | Deputado federal por São Paulo                           | 1º de fevereiro de 1987                                                       | 1º de fevereiro de 1991                                                                | [ 42 ] |
| 35/39 | Luiz Inácio Lula da Silva | Deputado à Assembleia Nacional Constituinte              | 1º de fevereiro de 1987                                                       | 22 de setembro de 1988                                                                 | [ 42 ] |
| 35/39 | Luiz Inácio Lula da Silva | Ministro-chefe da Casa Civil do Brasil                   | 17 de março de 2016                                                           | 18 de março de 2016                                                                    | [ 42 ] |
| 36    | Dilma Rousseff            | Ministra-chefe da Casa Civil do Brasil                   | 21 de junho de 2005                                                           | 31 de março de 2010                                                                    | [ 43 ] |
| 36    | Dilma Rousseff            | Ministra de Minas e Energia do Brasil                    | 1º de janeiro de 2003                                                         | 21 de junho de 2005                                                                    | [ 43 ] |
| 37    | Michel Temer              | Vice-presidente do Brasil                                | 1º de janeiro de 2011                                                         | 31 de agosto de 2016                                                                   | [ 44 ] |
| 37    | Michel Temer              | Deputado federal por São Paulo                           | 6 de abril de 1994 16 de março de 1987                                        | 30 de dezembro de 2010 31 de janeiro de 1991                                           | [ 44 ] |
| 37    | Michel Temer              | Deputado à Assembleia Nacional Constituinte              | 1º de fevereiro de 1987                                                       | 22 de setembro de 1988                                                                 | [ 44 ] |
| 38    | Jair Bolsonaro            | Deputado federal pelo Rio de Janeiro                     | 1º de fevereiro de 1991                                                       | 31 de dezembro de 2018                                                                 | [ 45 ] |
| 38    | Jair Bolsonaro            | Vereador do Rio de Janeiro                               | 1º de janeiro de 1989                                                         | 1º de fevereiro de 1991                                                                | [ 45 ] |

## Por cargo

### Vice-presidentes
No total, 12 presidentes (13, considerando as juntas) foram vice-presidentes do Brasil, sendo estes:
- Floriano Peixoto (no governo de Deodoro da Fonseca)
- Afonso Pena (no governo de Rodrigues Alves)
- Nilo Peçanha (no governo de Afonso Pena)
- Venceslau Brás (no governo de Hermes da Fonseca)
- Delfim Moreira (nos governos de Rodrigues Alves e Epitácio Pessoa)
- Nereu Ramos (no governo de Eurico Gaspar Dutra)
- Café Filho (no governo de Getúlio Vargas)
- João Goulart (nos governos de Juscelino Kubitschek e Jânio Quadros)
- Pedro Aleixo (no governo de Costa e Silva)
- Augusto Rademaker (no governo de Emílio Garrastazu Médici)
- José Sarney (no governo de Tancredo Neves)
- Itamar Franco (no governo de Fernando Collor)
- Michel Temer (no governo de Dilma Rousseff)

Apenas um presidente (Pena) foi tanto vice-presidente quanto, no seu governo de presidente, o vice-presidente assumiu a presidência em seu lugar. Dois presidentes (Moreira e Goulart) foram vice-presidente de dois presidentes diferentes. Moreira e Rademaker foram os únicos presidentes a assumirem a vice-presidência após ocupar o cargo máximo do país. Sarney assumiu a vice-presidência na qualidade de presidente interino, vindo a assumir a posição em definitivo quando da morte de Tancredo. Nove subiram (ou deveriam subir) à Presidência pela linha sucessória a partir da Vice-presidência (Floriano Peixoto, Nilo Peçanha, Delfim Moreira, Café Filho, João Goulart, Pedro Aleixo, José Sarney, Itamar Franco e Michel Temer).

### Ministros de Estado
No total, 18 presidentes (22, considerando as juntas militares) exerceram o cargo de Ministro de Estado, sendo estes:
- Floriano Peixoto: Ministro da Guerra de Deodoro da Fonseca
- Campos Sales: Ministro da Justiça de Deodoro da Fonseca
- Rodrigues Alves: Ministro da Fazenda de Floriano Peixoto e Prudente de Morais
- Afonso Pena:
  - Ministro da Guerra de Pedro II (governo do primeiro-ministro Martinho Álvares da Silva Campos)
  - Ministro dos Transportes de Pedro II (governo do primeiro-ministro Lafayette Rodrigues Pereira)
  - Ministro da Agricultura de Pedro II (governo do primeiro-ministro Lafayette Rodrigues Pereira)
  - Ministro da Justiça de Pedro II (governo do primeiro-ministro José Antônio Saraiva)
- Nilo Peçanha: Ministro das Relações Exteriores de Venceslau Brás
- Hermes da Fonseca: Ministro da Guerra de Afonso Pena
- Epitácio Pessoa:
  - Ministro da Justiça e Negócios Interiores de Campos Sales
  - Ministro da Indústria, Viação e Obras Públicas de Campos Sales
- Isaías de Noronha: Ministro da Marinha da Primeira Junta Militar e de Getúlio Vargas
- Getúlio Vargas: Ministro da Fazenda de Washington Luís
- Eurico Gaspar Dutra: Ministro da Guerra de Getúlio Vargas
- Carlos Luz: Ministro da Justiça e Negócios Interiores de Eurico Gaspar Dutra
- Nereu Ramos:
  - Ministro da Justiça e Negócios Interiores de Juscelino Kubitschek
  - Minisitro da Educação de Juscelino Kubitschek
- João Goulart: Ministro do Trabalho, Indústria e Comércio de Getúlio Vargas
- Artur da Costa e Silva
  - Ministro da Guerra de Ranieri Mazzilli e Castelo Branco
  - Ministro de Minas e Energia de Ranieri Mazzilli e Castelo Branco
- Pedro Aleixo
  - Ministro da Educação de Castelo Branco
- Aurélio de Lira Tavares:
  - Ministro-chefe da Casa Militar de João Goulart
  - Ministro do Exército de Costa e Silva e da Segunda Junta Militar
- Augusto Rademaker:
  - Ministro da Marinha de Costa e Silva e da Segunda Junta Militar
  - Ministro dos Transportes de Castelo Branco
- Márcio de Sousa Melo:
  - Ministro da Aeronáutica de Castelo Branco, Costa e Silva, a Segunda Junta Militar e Emílio Médici
- Tancredo Neves:
  - Ministro da Justiça e Negócios Interiores de Getúlio Vargas
  - Ministro da Fazenda de João Goulart
  - Primeiro-ministro no governo de João Goulart
- Fernando Henrique Cardoso:
  - Ministro das Relações Exteriores de Itamar Franco
  - Ministro da Fazenda de Itamar Franco
- Luiz Inácio Lula da Silva:
  - Ministro-chefe da Casa Civil de Dilma Rousseff
- Dilma Rousseff:
  - Ministra de Minas e Energia de Lula da Silva
  - Ministra-chefe da Casa Civil de Lula da Silva

Não considerando as juntas militares (a quantidade considerando as juntas é dada em itálico), o cargo ministerial mais ocupado pelos presidentes foi de Ministro da Justiça (6), seguido pelo do Exército/Guerra (5/6), da Fazenda (4), dos Transportes (2/3), da Educação, das Relações Exteriores, de Minas e Energia, Casa Civil (2), da Agricultura, do Trabalho e Previdência Social (1), da Marinha, (0/2), Casa Militar, da Aeronáutica (0/1), além do cargo de primeiro-ministro (1).
Pena foi o presidente que chefiou o maior número de ministérios (4), além de ser o único a ser ministro durante o Império. Os presidentes que tiveram o maior número de ministérios ocupados por outros presidentes foram Vargas e Goulart (3) – considerando-se as duas juntas militares, teríamos Vargas e Castelo Branco (4). Peçanha e Ramos foram os únicos que se tornaram ministros após terem deixado o cargo de presidente, enquanto Isaías de Noronha e todos os membros da Segunda Junta Militar chefiaram ministérios enquanto eram presidentes.

### Senadores
No total, 15 presidentes exerceram o cargo de senador, sendo estes:
- Prudente de Morais por São Paulo
- Campos Sales por São Paulo
- Rodrigues Alves por São Paulo
- Nilo Peçanha pelo Rio de Janeiro
- Epitácio Pessoa pela Paraíba
- Arthur Bernardes por Minas Gerais
- Washington Luís por São Paulo
- Getúlio Vargas pelo Rio Grande do Sul
- Nereu Ramos por Santa Catarina
- Juscelino Kubitschek por Goiás
- Tancredo Neves por Minas Gerais
- José Sarney pelo Maranhão e pelo Amapá
- Fernando Collor por Alagoas
- Itamar Franco por Minas Gerais
- Fernando Henrique Cardoso por São Paulo

O estado que mais vezes foi representado no Senado Federal por presidentes foi São Paulo (5), seguido por Minas Gerais (3). Aproximadamente 37% das atuais 27 unidades federativas do Brasil já tiveram presidentes representando-as no Senado.
O presidente que por mais tempo exerceu função foi Sarney, que foi senador durante 13 921 dias (38 anos e 51 dias), enquanto o que exerceu essa função por menos tempo foi Washington Luís, por 307 dias. Destes 15 presidentes, 4 foram senadores antes de assumirem a presidência (Morais, Luís, Neves e Fernando Henrique), 4 assumiram o cargo depois da presidência (Bernardes, Vargas, Kubitschek e Collor) e 7 antes e depois (Sales, Alves, Peçanha, Pessoa, Ramos, Sarney e Itamar). Nereu Ramos ascendeu à Presidência na situação de 1º vice-presidente do Senado.

### Deputados federais
No total, 24 presidentes exerceram o cargo de deputado federal, sendo estes:
- Prudente de Morais por São Paulo
- Campos Sales por São Paulo
- Rodrigues Alves por São Paulo
- Afonso Pena por Minas Gerais
- Nilo Peçanha pelo Rio de Janeiro
- Venceslau Brás por Minas Gerais
- Delfim Moreira por Minas Gerais
- Epitácio Pessoa pela Paraíba
- Artur Bernardes por Minas Gerais
- Julio Prestes por São Paulo
- Getúlio Vargas pelo Rio Grande do Sul
- Café Filho pelo Rio Grande do Norte
- Carlos Luz por Minas Gerais
- Nereu Ramos por Santa Catarina
- Juscelino Kubitschek por Minas Gerais
- Jânio Quadros pelo Paraná
- Ranieri Mazzilli por São Paulo
- João Goulart pelo Rio Grande do Sul
- Pedro Aleixo por Minas Gerais
- Tancredo Neves por Minas Gerais
- José Sarney pelo Maranhão
- Fernando Collor por Alagoas
- Lula da Silva por São Paulo
- Michel Temer por São Paulo
- Jair Bolsonaro pelo Rio de Janeiro

O estado que mais vezes foi representado na Câmara dos Deputados por presidentes foi Minas Gerais (8), seguido por São Paulo (7) e Rio Grande do Sul (2). Aproximadamente 37% das atuais 27 unidades federativas do Brasil já tiveram presidentes representando-as na Câmara.
Dos 24 presidentes, 3 exerceram a função antes e depois de serem presidentes (Bernardes, Luz e Mazzilli). Do total, 4 serviram o cargo de deputado geral do Império (Morais, Sales, Alves e Pena) e todos os outros, o de deputado federal. Morais, Alves, Peçanha, Pessoa e Tasso Fragoso (que compôs a Primeira Junta Militar) foram deputados à Assembleia Nacional Constituinte de 1891; Bernardes, Luz, Pedro Aleixo e Ramos foram deputados à de 1934; Ramos e Kubitschek foram deputados à de 1946; Itamar Franco, Fernando Henrique, Lula e Temer foram deputados à de 1987. Carlos Luz e Ranieri Mazzilli ascederam à Presidência na situação de presidente da Câmara.

### Legisladores estaduais
No total, 15 presidentes exerceram o cargo de deputado estadual, sendo estes:
- Prudente de Morais de São Paulo
- Campos Sales de São Paulo
- Rodrigues Alves de São Paulo
- Afonso Pena de Minas Gerais
- Venceslau Brás de Minas Gerais
- Delfim Moreira de Minas Gerais
- Artur Bernardes de Minas Gerais
- Washington Luís de São Paulo
- Júlio Prestes de São Paulo
- Getúlio Vargas do Rio Grande do Sul
- Nereu Ramos de Santa Catarina
- Jânio Quadros de São Paulo
- João Goulart do Rio Grande do Sul
- Pedro Aleixo de Minas Gerais
- Tancredo Neves de Minas Gerais

O estado com o maior número de ex-deputados estaduais que viraram presidentes foi São Paulo (6) e Minas Gerais (6), seguidos por Rio Grande do Sul (2) e Santa Catarina (1). Dos 15 presidentes, 4 serviram o cargo de deputado provincial (Morais, Sales, Alves e Pena).
No total, 2 presidentes exerceram o cargo de senador estadual, sendo estes:
- Afonso Pena de Minas Gerais
- Delfim Moreira de Minas Gerais

Este cargo existiu sob a Constituição de 1891, que dava opção para aos estados organizarem seu poder legislativo em um sistema bicameral, com câmara e senado. Os senados estaduais foram extintos após a Revolução de 1930.

### Governadores/Presidentes/Interventores de unidades da federação
No total, 20 presidentes (21, considerando as juntas militares) foram governadores/presidentes/interventores federais de unidades federativas do Brasil, sendo estes:
- Deodoro da Fonseca do Rio Grande do Sul
- Floriano Peixoto de Mato Grosso
- Prudente de Morais de São Paulo
- Campos Sales de São Paulo
- Rodrigues Alves de São Paulo
- Afonso Pena de Minas Gerais
- Nilo Peçanha do Rio de Janeiro
- Venceslau Brás de Minas Gerais
- Delfim Moreira de Minas Gerais
- Artur Bernardes de Minas Gerais
- Washington Luís de São Paulo
- Júlio Prestes de São Paulo
- João Mena Barreto do Rio de Janeiro
- Getúlio Vargas do Rio Grande do Sul
- Nereu Ramos de Santa Catarina
- Juscelino Kubitschek de Minas Gerais
- Jânio Quadros de São Paulo
- Tancredo Neves de Minas Gerais
- José Sarney do Maranhão
- Fernando Collor de Alagoas
- Itamar Franco de Minas Gerais

Não considerando as juntas militares (a quantidade considerando as juntas é dada em itálico), o estado que mais teve presidentes como chefes de seu poder executivo foi Minas Gerais (7), seguido por São Paulo (6), Rio Grande do Sul (2) e Rio de Janeiro (1/2).
Do total de 21 presidentes, 2 detiveram o título de presidente de província (Fonseca e Peixoto), 11 foram presidentes de estado (Morais, Sales, Alves, Pena, Peçanha, Brás, Moreira, Bernardes, Luís, Prestes e Vargas), 2 foram interventores federais (Mena Barreto e Ramos) e 6 foram governadores de estado (Kubitschek, Quadros, Tancredo, Sarney, Collor e Itamar). Do total, 4 chegaram a assumir o cargo máximo do executivo de um estado após a presidência (Alves, Peçanha, Mena Barreto e Itamar).

### Prefeitos
No total, 8 presidentes foram prefeitos de algum município brasileiro, sendo estes:
- Venceslau Brás de Belo Horizonte e Monte Santo de Minas
- Artur Bernardes de Viçosa
- Washington Luís de Batatais e São Paulo
- Carlos Luz de Leopoldina
- Juscelino Kubitschek de Belo Horizonte
- Jânio Quadros de São Paulo
- Fernando Collor de Maceió
- Itamar Franco de Juiz de Fora

As cidades que mais tiveram prefeitos que viriam a se tornar presidentes foram São Paulo e Belo Horizonte (2), enquanto o estado que mais teve cidades cujos prefeitos viriam a tornar-se presidentes foi Minas Gerais (5), seguido por São Paulo (2) e Alagoas (1).
O único presidente a exercer o cargo de prefeito após a presidência foi Quadros, que o fez mais de 24 anos após deixar o cargo máximo do país.

### Vereadores
No total, 9 presidentes foram vereadores de algum município brasileiro, sendo estes:
- Prudente de Morais de Piracicaba
- Campos Sales de Campinas
- Rodrigues Alves de Guaratinguetá
- Delfim Moreira de Santa Rita do Sapucaí
- Artur Bernardes de Viçosa
- Washington Luís de Batatais
- Carlos Luz de Leopoldina
- Jânio Quadros de São Paulo
- Tancredo Neves de São João del-Rei
- Jair Bolsonaro do Rio de Janeiro

Apenas três estados têm cidades que tiveram vereadores que viriam a assumir a presidência do país: São Paulo (5), seguido por Minas Gerais (4) e Rio de Janeiro (1). Nunca nenhum presidente exerceu a função de vereador de uma mesma cidade que outro.

## Por estado
O estado onde mais presidentes fizeram carreira política foi São Paulo (10), seguido por Minas Gerais (9) e Rio Grande do Sul (3). Kubitschek, Quadros e Sarney foram os únicos presidentes que exerceram cargos políticos em mais de um estado. Hermes da Fonseca e Dilma Rousseff, apesar de não terem exercido cargo político segundo os critérios estabelecidos pela lista, fizeram suas carreiras políticas no Rio Grande do Sul.
| # | Estado              | Presidentes | Qtd.  |
| - | ------------------- | --- | ----- |
| 1 | São Paulo           | Prudente de Morais, Campos Sales, Rodrigues Alves, Washington Luís, Júlio Prestes, Jânio Quadros, Ranieri Mazzilli, Fernando Henrique Cardoso, Luiz Inácio Lula da Silva e Michel Temer | 10    |
| 2 | Minas Gerais        | Afonso Pena, Venceslau Brás, Delfim Moreira, Artur Bernardes, Carlos Luz, Juscelino Kubitschek, Pedro Aleixo, Tancredo Neves e Itamar Franco                                            | 9     |
| 3 | Rio Grande do Sul   | Deodoro da Fonseca, Getúlio Vargas e João Goulart | 3     |
| 4 | Rio de Janeiro      | Nilo Peçanha, João Mena Barreto e Jair Bolsonaro | 2 (3) |
| 5 | Alagoas             | Fernando Collor | 1     |
| 5 | Amapá               | José Sarney | 1     |
| 5 | Goiás               | Juscelino Kubitschek | 1     |
| 5 | Maranhão            | José Sarney | 1     |
| 5 | Mato Grosso         | Floriano Peixoto | 1     |
| 5 | Paraíba             | Epitácio Pessoa | 1     |
| 5 | Paraná              | Jânio Quadros | 1     |
| 5 | Rio Grande do Norte | Café Filho | 1     |
| 5 | Santa Catarina      | Nereu Ramos | 1     |